# ケンドリック・ボーン
ケンドリック・ボーン（Kendrick Bourne、1995年8月4日 - ）は、アメリカ合衆国オレゴン州ポートランド出身のアメリカンフットボール選手。ポジションはワイドレシーバー(WR)。NFLのニューイングランド・ペイトリオッツに所属している。
カレッジフットボールではイースタン・ワシントン大学でプレーをした。
2017年にドラフト外フリーエージェントとしてサンフランシスコ・49ersと3年の契約をし、NFL入りを果たした。

## 大学での経歴
ボーンはイースタン・ワシントン大学で2013年から2016 年までの4年間プレーした。

### 大学時代の通算成績
| シーズン   | チーム     | 出場 | レシービング | レシービング | レシービング |
| シーズン   | チーム     | 出場 | レシーブ     | 獲得ヤード   | TD           |
| ---------- | ---------- | ---- | ------------ | ------------ | ------------ |
| 2013       | EWU        | 14   | 7            | 117          | 2            |
| 2014       | EWU        | 14   | 52           | 814          | 10           |
| 2015       | EWU        | 11   | 73           | 998          | 8            |
| 2016       | EWU        | 14   | 79           | 1,201        | 7            |
| 大学の合計 | 大学の合計 | 53   | 211          | 3,130        | 27           |

## プロでの経歴
| 6 ft 1+1⁄8 in (186 cm)      | 203 lb (92 kg) | 32+1⁄2 in (83 cm) | 9+1⁄8 in (23 cm) | 4.68 s | 4.21 s | 6.73 s | 34.0 in (86 cm) | 10 ft 5 in (3.18 m) | 9 回 |
| All values from NFL Combine |                |                   |                  |        |        |        |                 |                     |      |

### サンフランシスコ・49ers時代
2017年4月30日、サンフランシスコ・49ersは、ドラフト外フリーエージェントとして3年167万ドルの契約を結んだ。 

#### 2017年シーズン
ボーンはバックアップワイドレシーバーの座を他の多くの選手とトレーニングキャンプで争った。ヘッドコーチのカイル・シャナハンは、ピエール・ガーソーン、マーキーズ・グッドウィン、ピーエル・ガーソーン、アルドリック・ロビンソン、トレント・テイラーに次いで、 5番目のワイドレシーバーとして開幕戦を迎えた。2017年シーズン第1週のカロライナ・パンサーズ戦でNFLデビューを果たした。しかし、第2週から第5週にわたる5ゲームを健康面の問題で欠場した。 第9週のチームが20-10で敗北したアリゾナ・カーディナルス戦では、2キャッチ39ヤードを記録した.
第14週の25-23で勝利したテネシー・タイタンズ戦でその年の彼にとって最高となる4キャッチ85ヤードを記録した。彼はルーキーイヤーに控えとして11試合に出場し、16レシーブ257ヤードを記録した。 

#### 2018年シーズン
ボーンはバックアップワイドレシーバーとしてトレーニングキャンプを開始した。ヘッドコーチのカイル・シャナハンは、ピエール・ガーソーン、マーキーズ・グッドウィン、トレント・テイラー、ダンテ・ペティスに次いで、 5番目のワイドレシーバーとして2018年シーズンをスタートさせた。
2018年9月16日の第2週のデトロイト・ライオンズ戦でQBのジミー・ガロポロから4ヤードのキャリア初のタッチダウンパスをレシーブした。第8週のアリゾナ・カーディナルス戦で膝の怪我を悪化させたピエール・ガーソーンに代わって、ボーンはスターターとして出場した。その試合でボーンは7回のキャッチで71ヤードを記録したが、チームは18-15で敗北を喫している。 第15週のシカゴ・ベアーズ戦でボーンはシーズン最高となる4キャッチ73ヤードを記録した。ボーンは2018年シーズンに42回のキャッチで487ヤード、4タッチダウンを記録した。ボーンは、キャッチ数とレシービングヤードにおいて、49ersのレシーバーをリードしていた。

#### 2019年シーズン
2019年シーズンに、ボーンは30キャッチで358ヤード、5タッチダウンを記録した。ボーンは、タイトエンドのジョージ・キトルと並んでチームをリードする5タッチダウンを記録した。49ersはレギュラーシーズンを13勝3敗で終え、プレーオフのNFC第1シードを獲得した。ディビジョナルラウンドゲームでのミネソタ・バイキングスとの対戦で、ボーンは3キャッチ40ヤード、1タッチダウンを記録し、チームは27-10で勝利した。NFCチャンピオンゲームでのグリーンベイ・パッカーズとの対戦では1キャッチ6ヤードとこれといった活躍は見られなかった。49ers は第54回スーパーボウルまで昇り詰め、ボーンは、2キャッチ42ヤードを記録したが、49ersはチーフスに逆転され、チャンピオンの座をチーフスに渡した。

#### 2020年シーズン
2020年4月6日、ボーンは49ersと1年325万9000ドルで契約した。2020年11月4日にボーンはCOVID-19/リザーブリストに入れられ 、2日後にアクティブとなった。彼は11月9日にリストに戻され 、11月13日に再びアクティブ登録された。この年先発5試合を含む15試合いに出場し49回のレシーブで667ヤード、2タッチダウンを記録した。

### ニューイングランド・ペイトリオッツ時代
2021年3月19日、ボーンはニューイングランド・ペイトリオッツと3年1,500 万ドルの契約を結んだ。
2021年シーズンの第6週のダラス・カウボーイズ戦では、ボーンはゲームの唯一のレシーブであった75ヤードをレシーブし一発タッチダウンを決めたが、チームは延長戦で35-29で敗北を喫している。第7週のニューヨーク・ジェッツ戦では、ボーンは彼にとってキャリア初となる25ヤードのタッチダウンパスをレシーバーのネルソン・アグホローに投げた。また、この試合でボーンは4キャッチ68ヤードを記録し、チームの54-13の勝利に貢献した。第10週のクリーブランド・ブラウンズ戦では、4キャッチ98ヤード、1タッチダウンを記録し、彼の1ゲームあたりのレシービングヤードにおいてキャリア最高を記録した。この試合でチームは45-17で大勝をおさめている。第12週のテネシー・タイタンズ戦では、ボーンは5キャッチ61ヤード、2タッチダウンを記録し、ペイトリオッツが36–13で勝利し、6連勝を達成するのに貢献した。
2023年シーズン第8週に前十字靭帯を断裂し、2024年シーズン第5週に復帰した。
2024年3月10日、ペイトリオッツと3年最大3,300万ドルとなる再契約を結んだ。

## NFLでのキャリア成績

### レギュラーシーズン
| 年      | チーム  | ゲーム | ゲーム | レシービング | レシービング | レシービング   | レシービング | レシービング | ラッシング | ラッシング | ラッシング     | ラッシング | ラッシング | ファンブル   | ファンブル |
| 年      | チーム  | 出場   | 先発   | 回数         | 獲得ヤード   | 平均獲得ヤード | 最長ヤード   | TD           | 回数       | 獲得ヤード | 平均獲得ヤード | 最長       | TD         | ファンブル数 | ロスト     |
| ------- | ------- | ------ | ------ | ------------ | ------------ | -------------- | ------------ | ------------ | ---------- | ---------- | -------------- | ---------- | ---------- | ------------ | ---------- |
| 2017    | SF      | 11     | 0      | 16           | 257          | 16.1           | 54           | 0            | 0          | 0          | 0.0            | 0          | 0          | 0            | 0          |
| 2018    | SF      | 16     | 8      | 42           | 487          | 11.6           | 33           | 4            | 0          | 0          | 0.0            | 0          | 0          | 1            | 0          |
| 2019    | SF      | 16     | 0      | 30           | 358          | 11.9           | 30           | 5            | 0          | 0          | 0.0            | 0          | 0          | 0            | 0          |
| 2020    | SF      | 15     | 5      | 49           | 667          | 13.6           | 49           | 2            | 0          | 0          | 0.0            | 0          | 0          | 0            | 0          |
| 2021    | NE      | 17     | 5      | 55           | 800          | 14.5           | 75           | 5            | 12         | 125        | 10.4           | 17         | 0          | 1            | 1          |
| 2022    | NE      | 16     | 2      | 35           | 434          | 12.4           | 41           | 1            | 6          | 39         | 6.5            | 29         | 0          | 2            | 0          |
| 2023    | NE      | 8      | 5      | 37           | 406          | 11.0           | 36           | 4            | 1          | 4          | 4.0            | 4          | 0          | 1            | 1          |
| 2024    | NE      | 12     | 9      | 28           | 305          | 10.9           | 37           | 1            | 1          | 6          | 6.0            | 6          | 0          | 0            | 0          |
| NFL:8年 | NFL:8年 | 111    | 34     | 292          | 3,714        | 12.7           | 75           | 22           | 20         | 174        | 8.7            | 29         | 0          | 5            | 2          |

### ポストシーズン
| 年   | チーム | 試合 | 試合 | レシービング | レシービング | レシービング   | レシービング | レシービング | ラッシング | ラッシング | ラッシング     | ラッシング | ラッシング | ファンブル | ファンブル |
| 年   | チーム | 出場 | 先発 | 回数         | 獲得ヤード   | 平均獲得ヤード | 最長         | TD           | 回数       | 獲得ヤード | 平均獲得ヤード | 最長       | TD         | ファンブル | ロスト     |
| ---- | ------ | ---- | ---- | ------------ | ------------ | -------------- | ------------ | ------------ | ---------- | ---------- | -------------- | ---------- | ---------- | ---------- | ---------- |
| 2019 | SF     | 3    | 0    | 6            | 88           | 14.7           | 21           | 1            | 0          | 0          | 0.0            | 0          | 0          | 0          | 0          |
| 2021 | NE     | 1    | 1    | 7            | 77           | 11.1           | 43           | 2            | 1          | 14         | 14.0           | 14         | 0          | 0          | 0          |
| 通算 | 通算   | 4    | 1    | 13           | 165          | 12.7           | 43           | 3            | 1          | 14         | 14.0           | 14         | 0          | 0          | 0          |

- 2024年度シーズン終了時
- 太字は自身最高記録